# Непримиримый фашизм
Непримиримый фашизм (итал. fascismo intransigente) или революционный фашизм (итал. fascismo rivoluzionario) — левое течение в рамках итальянского фашизма, представители которого, ссылаясь на ценности манифеста Сан-Сеполькро и первоначальные идеалы движения, до похода на Рим, отделились от НФП, и основали партию национал-фашистов). Основным предметом их критики было то, что верхушка Фашистсткой партии, по их мнению, стала реакционной, объединившись с монархистами и клерикалами из-за их общего противодействия индивидуалистическому либерализму и материалистическому марксизму.
Типичными идеями этого направления мысли, так и не достигшего какого-либо консенсуса (за исключением некоторых ранних фашистских деятелей, таких, как масон Роберто Фариначчи или неаполитанский революционный синдикалист Аурелио Падовани, исключённый, а затем восстановленный в партии и позже умерший при невыясненных обстоятельствах), и полностью или частично игнорируемыми самим Муссолини, являлись: национальный социализм, революционный синдикализм, республиканизм, футуризм, идеология третьего пути, антиклерикализм, вождизм, антикоммунизм и антикапитализм.
Некоторые элементы более радикального фашизма, такие как социализация экономики, корпоративизм и республиканизм, были подхвачены РФП в недолговечной Республике Сало и сегодня частично присутствуют в современной небольшой партии Фашизм и свобода.